# Luba Jarzębiak
Luba Jarzębiak (ur. 1939 na Syberii) – polska lekarka.

## Życiorys
Luba Jarzębiak po powrocie z Syberii w 1946 osiadła w Legnicy. Ukończyła studia w Akademii Medycznej we Wrocławiu (1957–1963). Kształciła się pod kierunkiem Wiktora Brossa. Pracowała 42 lata jako chirurżka, anestezjolożka i internistka. Przez 10 lat była jedynym anestezjologiem w województwie legnickim. Doprowadziła do powstania działów anestezjologicznych na chirurgii, okulistyce, laryngologii, położnictwie i ginekologii. Prowadziła społecznie wykłady oświaty sanitarnej dla mieszkańców wsi, uczestniczyła w tzw. „białych niedzielach”. W 1997 zapewniała obsługę medyczną podczas powodzi oraz wizyty papieża w Legnicy.
Odznaczona Srebrnym Krzyżem Zasługi (1989), Złotym Krzyżem Zasługi (2005), Krzyżem Kawalerskim Orderu Odrodzenia Polski (2009), odznaką „Zasłużony dla Legnicy”, odznaką „Amicus Librorum”, Srebrną Odznaką Ubezpieczeń Społecznych. W 2006 została honorową obywatelką Legnicy. 
Córka księgowej i mechanika kierowcy. Żona Pawła Jarzębiaka, matka syna i córki.